# Enrique Liporace
Enrique Liporace, né le 10 juin 1941 à Buenos Aires et mort le 27 janvier 2024, est un acteur argentin. Il a travaillé à plusieurs reprises pour Adolfo Aristarain et Adrián Caetano, et a reçu le Condor d'argent du meilleur acteur dans un second rôle pour Bolivia.

## Filmographie partielle
- 1981 : Le Temps de la revanche (Tiempo de revancha) d'Adolfo Aristarain - Basile
- 1982 : Les Derniers jours de la victime (Últimos días de la víctima) d'Adolfo Aristarain - Peña
- 1996 : Eva Perón de Juan Carlos Desanzo - Raúl Apold
- 1997 : Martín (Hache) d'Adolfo Aristarain - Migue
- 2001 : Bolivia d'Adrián Caetano - Enrique
- 2002 : L'Ours rouge (Un oso rojo) d'Adrián Caetano - Güemes
- 2005- 2006 : Killer Women (Mujeres asesinas, série télévisée)
- 2008 : Dying God de Fabrice Lambot - Angelo
- 2016 : El Marginal (série télévisée) - Verruga